# Bellaing
Bellaing é uma comuna francesa na região administrativa de Altos da França, no departamento do Norte. Estende-se por uma área de 3.42 km². Em 2010 a comuna tinha 1 264 habitantes (densidade: 369,6 hab./km²).